# 和剧
和剧是温州市仅次于瓯剧的第二大剧种，流行于温州南部。唱徽调（西皮二簧）为主，兼唱反乱弹和滩簧的多声腔剧种，保留有180多个徽调剧目。1950年代曾短暂归为婺剧，1957年复称和剧。代表演员有陈美娟。